# Groenkeelkolibrie
De groenkeelkolibrie (Eulampis holosericeus) is een vogel uit de familie van de kolibries (Trochilidae). De wetenschappelijke naam van de soort werd in 1758 als Trochilus holosericeus gepubliceerd door Carl Linnaeus. Hij baseerde de naam op een beschrijving en afbeelding van de soort door George Edwards, maar gaf niet aan waar hij de naam 'holosericeus' vandaan had. Volgens James Jobling is die afgeleid van het Griekse ὁλοσηρικος; holoserikos = 'geheel van zijde'.

## Verspreiding en leefgebied
Deze soort komt voor in Puerto Rico en de Kleine Antillen.
Er worden twee ondersoorten onderscheiden:
- E. h. holosericeus: Puerto Rico en een groot deel van de Kleine Antillen.
- E. h. chlorolaemus: Grenada (zuidelijk Kleine Antillen).